# أبيكس (كارولاينا الشمالية)
أبيكس (Apex) هي بلدة في مقاطعة ويك، كارولاينا الشمالية، بالولايات المتحدة الأمريكية. تضم أبيكس مجتمع الصداقة على حدودها الجنوبية. في عام 1994، تم تعيين منطقة وسط المدينة كمنطقة تاريخية، وتم تعيين محطة قطار أبيكس، التي تم بناؤها في عام 1867، كمعلم مقاطعة ويك. يمثل موقع المستودع أعلى نقطة على خط سكة حديد تشاتام القديم، ومن هنا جاء اسم المدينة. شعار المدينة هو «قمة العيش الكريم».
في حقبة ما قبل الاستعمار، كانت منطقة المدينة مأهولة بقبيلة توسكارورا من الأمريكيين الأصليين. في أواخر القرن التاسع عشر، تطور مجتمع صغير حول محطة السكة الحديد. أزيلت الغابات من أجل الأراضي الزراعية، والتي كان الكثير منها مخصصًا لزراعة التبغ. منذ أن كانت أبيكس بالقرب من عاصمة الولاية، أصبحت مركزًا تجاريًا. قامت السكك الحديدية بشحن منتجات مثل الخشب والقطران والتبغ. تأسست المدينة رسميًا في عام 1873. وبحلول عام 1900 كان عدد سكان المدينة 349. يقدر تعداد عام 2019 عدد السكان بـ 59300 نسمة.
حدث الازدهار السكاني في المقام الأول في أواخر التسعينيات. خلقت «حديقة مثلث البحوث» (Research Triangle Park)، التي أنشئت في الستينيات، طلبًا قويًا على العاملين في مجال التكنولوجيا. بدأت أبيكس في الظهور على قوائم «أفضل مكان للعيش» (Best Place to Live) ابتداءً من عام 2007 تسلقت بثبات في المخططات حتى وصلت إلى المرتبة الأولى في عام 2015. وقد أدى هذا أيضًا إلى زيادة النمو السكاني. تعد أبيكس حاليًا ثامن عشر أكبر بلدية في ولاية كارولينا الشمالية.

## التركيبة السكانية
حدّد مكتب تعداد الولايات المتحدة بيانات التركيبة السكانية لأبيكس في تعداد الولايات المتحدة. في ما يلي، التركيبة السكانية حسب تعدادي 2000 و2010.

### تعداد عام 2000
بلغ عدد سكان أبيكس 20,212 نسمة بحسب تعداد عام 2000، وبلغ عدد الأسر 7,397 أسرة وعدد العائلات 5,587 عائلة مقيمة في البلدة. في حين سجلت الكثافة السكانية 361.3 نسمة لكل كيلومتر مربع (935.8/ميل2). وبلغ عدد الوحدات السكنية 8,028 وحدة بمتوسط كثافة قدره 143.5 لكل كيلومتر مربع (371.7/ميل2).
وتوزع التركيب العرقي للبلدة بنسبة 85.06% من البيض و7.55% من الأمريكيين الأفارقة و0.29% من الأمريكيين الأصليين و4.27% من الأمريكيين ذوي الأصول الآسيوية و0.06% من سكان جزر المحيط الهادئ و1.11% من الأعراق الأخرى و1.67% من عرقين مختلطين أو أكثر و3.21% من الهسبانيون أو اللاتينيون من أي عرق.
بلغ عدد الأسر 7,397 أسرة كانت نسبة 47.1% منها لديها أطفال تحت سن الثامنة عشر تعيش معهم، وبلغت نسبة الأزواج القاطنين مع بعضهم البعض 66.2% من أصل المجموع الكلي للأسر، ونسبة 7.2% من الأسر كان لديها معيلات من الإناث دون وجود شريك، بينما كانت نسبة 2.1% من الأسر لديها معيلون من الذكور دون وجود شريكة وكانت نسبة 24.5% من غير العائلات. تألفت نسبة 18.5% من أصل جميع الأسر من عدة أفراد يعيشون في نفس المنزل ونسبة 2.6% كانت تتألف من شخص يعيش بمفرده يبلغ من العمر 65 عاماً أو أكثر. وبلغ متوسط حجم الأسرة المعيشية 2.73، أما متوسط حجم العائلات فبلغ 3.16.
بلغ العمر الوسطي للسكان 31.2 عاماً. وكانت نسبة 30.8% من القاطنين تحت سن الثامنة عشر، وكانت نسبة 5.4% بين الثامنة عشر والرابعة والعشرين عاماً، ونسبة 44.8% كانت واقعةً في الفئة العمرية ما بين الخامسة والعشرين والرابعة والأربعين عاماً، ونسبة 14.9% كانت ما بين الخامسة والأربعين والرابعة والستين، ونسبة 3.9% كانت ضمن فئة الخامسة والستين عاماً فما فوق. يوجد لكل 100 أنثى 97.9 ذكر، ويوجد لكل 100 أنثى في الثامنة عشر من عمرها فما فوق 94.2 ذكر.
بلغ متوسط دخل الأسرة في البلدة 71,052 دولارًا، أما متوسط دخل العائلة فبلغ 78,689 دولارًا. وكان متوسط دخل الذكور 55,587 دولارًا مقابل 37,057 دولارًا للإناث. وسجل دخل الفرد الخاص بالبلدة 28,727 دولارًا. وكانت نسبة 1.2% من العائلات ونسبة 1.9% من السكان تحت خط الفقر، وكان من هؤلاء نسبة 1.3% تحت سن الثامنة عشر ونسبة 7.8% في الخامسة والستين من العمر وما فوق.

### تعداد عام 2010
بلغ عدد سكان أبيكس 37,476 نسمة بحسب تعداد عام 2010، وبلغ عدد الأسر 13,225 أسرة وعدد العائلات 9,959 عائلة مقيمة في البلدة. في حين سجلت الكثافة السكانية 669.8 نسمة لكل كيلومتر مربع (1,734.8/ميل2). وبلغ عدد الوحدات السكنية 13,922 وحدة بمتوسط كثافة قدره 248.8 لكل كيلومتر مربع (644.4/ميل2).
وتوزع التركيب العرقي للبلدة بنسبة 79.51% من البيض و7.64% من الأمريكيين الأفارقة و0.28% من الأمريكيين الأصليين و7.08% من الأمريكيين ذوي الأصول الآسيوية و0.08% من سكان جزر المحيط الهادئ و2.87% من الأعراق الأخرى و2.55% من عرقين مختلطين أو أكثر و7.08% من الهسبانيون أو اللاتينيون من أي عرق.
بلغ عدد الأسر 13,225 أسرة كانت نسبة 49.9% منها لديها أطفال تحت سن الثامنة عشر تعيش معهم، وبلغت نسبة الأزواج القاطنين مع بعضهم البعض 63% من أصل المجموع الكلي للأسر، ونسبة 9.7% من الأسر كان لديها معيلات من الإناث دون وجود شريك، بينما كانت نسبة 2.7% من الأسر لديها معيلون من الذكور دون وجود شريكة وكانت نسبة 24.7% من غير العائلات. تألفت نسبة 20% من أصل جميع الأسر من عدة أفراد يعيشون في نفس المنزل ونسبة 4.4% كانت تتألف من شخص يعيش بمفرده يبلغ من العمر 65 عاماً أو أكثر. وبلغ متوسط حجم الأسرة المعيشية 2.82، أما متوسط حجم العائلات فبلغ 3.31.
بلغ العمر الوسطي للسكان 34.3 عاماً. وكانت نسبة 33% من القاطنين تحت سن الثامنة عشر، وكانت نسبة 5.2% بين الثامنة عشر والرابعة والعشرين عاماً، ونسبة 33.8% كانت واقعةً في الفئة العمرية ما بين الخامسة والعشرين والرابعة والأربعين عاماً، ونسبة 22.4% كانت ما بين الخامسة والأربعين والرابعة والستين، ونسبة 5.7% كانت ضمن فئة الخامسة والستين عاماً فما فوق. وتوزع التركيب الجنسي للسكان بنسبة 48.6% ذكور و51.4% إناث.

## روابط خارجية
- الموقع الرسمي لمدينة أبيكس
- غرفة تجارة أبيكس